# اندوتلیوم قرنیه
اندوتلیوم قرنیه یک لایه تکی از سلول‌های سطح داخلی قرنیه است. در واقع لایه‌ای است که بین قرنیه و عنبیه قرار گرفته‌است.
اندوتلیوم قرنیه دارای بافت تخصصی، سلول‌های پهن و دارای میتوکندری می‌باشد که که خط سطح خلفی قرنیه را پوشش می‌دهند و با اتاق قدای در تماس هستند. اندوتلیوم قرنیه وظیفهٔ حمل و نقل مایعات و مواد محلول در آن‌ها را در سراسر سطح خلفی قرنیه دارد و موجب حفظ قرنیه را به صورت دهیدراته نگه می‌دارد که این حالت برای عبور دهی نور از آن لازم است (قرنیه شفاف باقی می‌ماند)

## جنین‌شناسی و آناتومی
اندوتلیوم قرنیه از لحاظ جنین‌شناسی از ستیغ عصبی منشأ گرفته‌است. پس از زایمان مجموع سلول‌های اندوتلیال قرنیه (حدود ۳۰۰٬۰۰۰ سلول در هر قرنیه) است که در اوایل سه‌ماهه دوم بارداری به این مقدار رسیده‌است. پس از آن تراکم سلولی اندوتلیال (اما نه به صورت مطلق تعداد سلول‌ها) به سرعت در حال کاهش است، زمانی که قرنیهٔ جنین در حال رشد است. تعداد سلول‌های اندوتلیال در نهایت به مقدار تراکم بزرگسالان خواده رسید که تقریباً حدود ۲۴۰۰–۳۲۰۰ سلول در میلی‌متر مربع است. تعداد سلول‌های اندوتلیال در یک قرنیهٔ تاکمل یافته با افزایش سن، کاهش می‌یابد و تا سن حدود ۵۰ سال تثبیت می‌شود.
اندوتلیوم طبیعی قرنیه یک لایهٔ یکنواخت به اندازه سلول‌ها است که عمدتاً شکل شش ضلعی دارند. این شکل‌های لانه زنبوری کاشی کاری شده باعث عملکرد با بازده بیشتر، در نقل وانتقالات قرنیه می‌شود. اندوتلیوم قرنیه به سایر لایه‌های قرنیه از طریق غشای Descemet (دسمه) که یک لایه سلولی تشکیل شده عمدتاً از کلاژن است، متصل است.

## فیزیولوژی

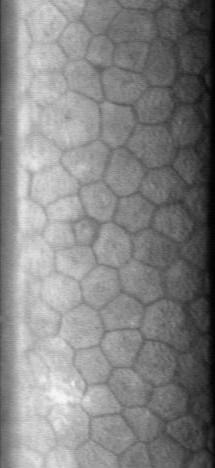
سلولهای شش ضلعی از اندوتلیوم قرنیه که توسط میکروسکوپ دیجیتال قابل مشاهده است

عملکرد اصلی فیزیولوژیکی اندوتلیوم قرنیه منجر به نشت املاح و مواد مغذی از زلالیه به بیشتر لایه‌های سطحی قرنیه می‌شود در حالی که به صورت هم‌زمان پمپاژ آب در جهت مخالف از استروما به زلالیه در جهت عکس در جریان است. این دو عملکرد اندوتلیوم قرنیه توسط فرضیه «پمپ نشت» توصیف می‌شود. پس قرنیه یک بافت بدون رگ است که در آن انتقال مطلوب مواد رخ می‌دهد و موجب تغذیهٔ اپیتلیوم قرنیه، کراتوسیت‌های استروما و اندوتلیوم قرنیه از طریق انتشار گلوکز و سایر املاح از زلالیه می‌شود. سپس اندوتلیوم قرنیه آب را از استروما به زلالیه از طریق یک سری مبادله گرهای فعال و غیرفعال یونی انتقال می‌دهد. این پروسهٔ حساس نقل و انتقال انرژی به دلیل عملکرد Na+/K+ATPase (پمپ سدیم-پتاسم) و carbonic anhydrase (کربنیک آنهیدراز) می‌باشد. یون‌های بی کربنات به وسیلهٔ فعالیت کربنیک آنهیدراز تشکیل می‌شوند که در سراسر غشای سلولی باعث می‌شوند تا آب به صورت منفعل عبور کند.

## مکانیسم ادم قرنیه
سلول‌های اندوتلیال قرنیه به ندرت دچار میتوز وتقسیم می‌شوند، خصوصاً بعد از تولد. جراحت وارد شده اندوتلیوم قرنیه به دلیل تروما یا دیگر عوامل به کمک بزرگ شدن سلول‌های اندوتلیوم به جای تقسیم میتوز دچار ترمیم می‌شود. از بین رفتن سلول‌های اندوتلیوم قرنیه خصوصاً زمانی که شدید باشد، می‌تواند موجب کاهش تراکم آن‌ها به حد زیر آستانه مورد نیاز برای deturgescence قرنیه شود. این آستانهٔ مورد نیاز در افراد مختلف مقادیر متفاوتی دارد اما معمولاً بین ۵۰۰–۱۰۰۰ سلول در میلی‌متر مربع است. به‌طور معمول از دست دادن تراکم سلولی اندوتلیال همراه با افزایش اندازه (polymegathism) و شکل سلول (polymorphism) می‌باشد. ادم قرنیه نیز می‌تواند به عنوان یک عارضهٔ خطرناک به دلیل عدم عملکرد صحیح اندوتلیوم به خاطر التهابات یا دلایل دیگر، اتفاق بیفتد ورود آب بیش از حد به قرنیه عملکرد نرمال کلاژن نوع I موجود در قرنیه را مختل می‌کند و موجب ایجاد پخش نور در قرنیه می‌شود. علاوه بر این، هیدراتاسیون بیش از حد قرنیه می‌تواند موجب ادم در لایهٔ اپیتلیال قرنیه شود که موجب نامنظمی‌های اپتیکی حساس در لایهٔ اشکی بین قرنیه و هوا شود. هر دو عمال پخش نور استروما و سطح نامنظم اپیتلیال منجر به تخریب عملکرد نوری قرنیه و کاهش حدت بینایی می‌شود.

## علل بیماری اندوتلیال
علل نقایص اندوتلیال شامل ضربات ناخواسته حین جراحی‌های داخلی چشم (مانند جراحی آب مروارید) و دیستروفی فوکس می‌باشد. دلایل جراحی شامل دو عامل ترومای حاد حین عمل و همچنین مزمن بعد از عمل جراحی ترومای مزمن بعد از عمل جراحی مانند از یک malpositioned لنز داخل چشمی یا حفظ قطعه هسته‌ای در اتاق قدامی می‌باشد. عوامل خطرناک دیگر عبارتند از: narrow-angle glaucoma، پیریو iritis
یک بیماری نادر به نام X-linked اندوتلیال دیستروفی قرنیه در سال ۲۰۰۶ توصیف شد.

## درمان برای بیماری اندوتلیال
هیچ درمان پزشکی وجود ندارد که بتواند موجب التیام زخم یا بازسازی اندوتلیوم قرنیه بشود. در مراحل اولیه ادم قرنیه علائم تاری دید و دردهای چشمی اپیزودیک نافذ، با توجه به تورم و تاول‌های (bullae) اپیتلیوم قرنیه ایجاد می‌شود. تسکین جزئی این علائم گاهی اوقات می‌تواند از طریق استفادهٔ موضعی قطره سالین هایپرتونیک، استفاده از لنز نرم بانداژ/یا استفاده از micropuncture استرومال ایجاد می‌شود. در مواردی که ادم شدید قرنیه رخ می‌دهد و اندوتلیوم قرنیه به صورت غیرقابل بازگشت آسیب می‌بیند، تنها درمان مؤثر جایگزینی اندوتلیوم قرنیه بیمار از طریق روش جراحی پیوند قرنیهاست.
از لحاظ تاریخی، penetrating keratoplasty یا پیوند تمام ضخامت قرنیه شد درمان انتخابی برای برگشت شکست اندوتلیال انتخاب شد. اخیراً تکنیک‌های جدید توسعه یافتهٔ پیوند قرنیه برای فعال کردن بیشتر انتخابی جایگزینی انتخابی اندوتلیوم قرنیهٔ بیمار ایجاد شده‌اند. این رویکرد endokeratoplasty نام دارد و برای فرایندهایی که مربوط به بیماری‌های اندوتلیوم است عمدتاً استفاده می‌شود. Penetrating keratoplasty که روند بیماری باعث آسیب غیرقابل برگشت نه فقط به اندوتلیوم قرنیه بلکه به دیگر لایه‌های قرنیه نیز شده‌است، نیز مورد استفاده قرار می‌گیرد.
درمقایسه باkeratoplasty تمام ضخامت، روش endokeratoplasty زمان بازیابی کوتاه‌تر دارد و دید بهتر بهبود می‌یابد و مقاومت بیشتری نسبت به پارگی دارد. اگر چه ابزار و تکنیک‌های جراحی برای endokeratoplasty هنوز در تکامل هستند در حال حاضر یکی از عملکردهای معمول معمول در endokeratoplasty روش تراش اتوماتیک Descemet اندوتلیال یا به طر اختصار روش Keratoplasty (DSEK [یا DSAEK]) می‌باشد. در این حالت از endokeratoplasty، اندوتلیوم با نقص عملکرد میزبان به همراه لایهٔ Descemet غشای از مرکز قرنیه جدا می‌شوند و به جای آن‌ها لایه‌های سالم از یک بیمار اهداکننده پیوند زده می‌شود. این لایه متشکل از خلفی استرومای خلفی غشای Descemet و اندوتلیوم است که از cadaveric بافت قرنیهٔ اهداکننده جدا شده که با دستگاه‌های اتوماتیک یا مکانیزه انجام می‌شود.
روش‌های تحقیقاتی جراحی اندوتلیال قرنیه جایگزین شده شامل روش کراتوپلاستی غشای دسمه یا(DMEK) می‌باشد که در آن بافت اهدا شده تنها متشکل از غشای Descemet و اندوتلیوم است و اندوتلیال تراپی جایگزین، در محیط کشت انجام می‌شود و در نهایت پیوند زده می‌شود. این تکنیک اگر چه هنوزمراحل اولیهٔ پیشرفت قرار دارد اما به پیشرفت پیوند به وسیلهٔ کاهش حضور بافت استرومای خلفی از بافت گرافت شده کمک می‌کند.